# Cassie Gaines
Cassie LaRue Gaines (9 de enero de 1948 – 20 de octubre de 1977) fue una cantante estadounidense, popular por su trabajo con la agrupación de rock sureño Lynyrd Skynyrd.

## Biografía
Gaines fue invitada por JoJo Billingsley y Ronnie Van Zant para unirse a Lynyrd Skynyrd como corista. Nunca había escuchado de Skynyrd con anterioridad, entonces JoJo le obsequió una copia de sus dos primeros álbumes, Pronounced 'Lĕh-'nérd 'Skin-'nérd y Second Helping. En 1975, Cassie, JoJo, y Leslie Hawkins formaron The Honkettes, grupo femenino de Góspel.
El 20 de octubre de 1977, tres días después del lanzamiento del álbum Street Survivors de Lynyrd Skynyrd, murió en el mismo accidente aéreo que terminó con la vida de Ronnie Van Zant, su hermano el guitarrista Steve Gaines, el mánager Dean Kilpatrick, el piloto Walter McCreary y el copiloto William Gray.